# Mer de Grau
La Mer de Grau ( espagnol : Mar de Grau ) est le nom officiel de la zone maritime de l'océan Pacifique sous le contrôle du pays sud-américain, le Pérou.  
Ce n'est pas proprement une mer au sens du concept donné par l'Organisation hydrographique internationale, c'est-à-dire géographique, mais une mer au sens juridique et politique. La Mer de Grau possède une grande variété de ressources hydrobiologiques et minérales.

## Historique
Ce plan d'eau s'étend en longueur approximativement sur 3 080 km, du parallèle de la Boca de Capones au nord du Pérou au parallèle de Punto Concordia et du parallèle devant la ville de Tacna au sud du Pérou. En termes de largeur, la zone maritime s'étend de la côte péruvienne à 200 milles nautiques (environ 370 km) dans l'océan Pacifique.
En ce qui concerne la limite sud, le Pérou a soulevé une controverse avec le Chili, qui a été résolue le 27 janvier 2014 par un arrêt de la Cour internationale de justice établissant la frontière maritime définitive entre les deux pays. Les coordonnées exactes de la frontière maritime binationale ont été déterminées le 25 mars 2014, en signant à Lima un acte des représentants des deux États

### Origine du nom
Ce domaine maritime a été officiellement nommé le 24 mai 1984, en l'honneur de Miguel Grau Seminario (1834-1879), un officier naval péruvien décrit au Pérou et en Bolivie comme un héros de la guerre du Pacifique (1879-1884) menée contre le Chili. Pendant la guerre, Grau a mené la défense des côtes péruvienne et bolivienne en retenant la Marine chilienne pendant six mois consécutifs, mourant finalement en mer pendant la bataille d'Angamos sur le bateau qu'il commandait, le Huáscar .